# Sofia Hublitz
Sofia Hublitz (nascida em 1 de junho de 2000) é uma atriz americana. Ela é mais notável pelo seu papel como Charlotte Byrde na série de drama policial da Netflix, Ozark (2017–2022).

## Vida pessoal
Sofia nasceu em Richmond, Virgínia, em 1 de junho de 2000. Devido ao trabalho de sua mãe como diretora de arte cinematográfica, ela se familiarizou com a produção cinematográfica desde cedo. A família mudou-se para Nova Iorque em 2007, quando ela tinha sete anos.

## Carreira
A atriz apareceu pela primeira vez na TV como concorrente no MasterChef Junior em 2013. Em determinado momento, ela foi vista chorando por um erro que cometeu durante uma das tarefas, com Gordon Ramsay a confortando e ajudando-a a refazer a tarefa. No ano seguinte, ela conseguiu seu primeiro papel como atriz como Danielle Hoffman em dois episódios da série de televisão Louie de Louis C.K., e a jovem Sylvia em um episódio de Horace and Pete em 2016. De 2017 a 2022, ela estrelou como Charlotte Byrde na série Ozark, da Netflix.

## Filmografia

### Filme
| Ano  | Título              | Papel        | Notas |
| ---- | ------------------- | ------------ | ----- |
| 2020 | O que quebra o gelo | Sammy        |       |
| 2021 | Ida Red             | Darla Walker |       |

### Televisão
| Ano       | Título                | Papel                  | Notas                         |
| --------- | --------------------- | ---------------------- | ----------------------------- |
| 2013      | MasterChef Júnior     | Auto (concorrente)     | 7 episódios                   |
| 2014      | Louie                 | Danielle Hoffman       | 2 episódios                   |
| 2016      | Horace e Pete         | Jovem Sílvia           | Episódio #1.10                |
| 2017–2022 | Ozark                 | Charlotte Byrde        | Papel principal; 43 episódios |
| 2025      | Boa Família Americana | Jovem Kristine Barnett | Convidado; 1 Episódio         |

## Prêmios e indicações
| Ano  | Prêmio                     | Categoria                                                       | Trabalho | Resultado | Ref.         |
| ---- | -------------------------- | --------------------------------------------------------------- | -------- | --------- | ------------ |
| 2019 | Screen Actors Guild Awards | Prémio Screen Actors Guild para melhor elenco em série de drama | Ozark    | Indicado  | [ 8 ] [ 9 ]  |
| 2021 | Screen Actors Guild Awards | Prémio Screen Actors Guild para melhor elenco em série de drama | Ozark    | Indicado  | [ 9 ] [ 10 ] |
| 2023 | Screen Actors Guild Awards | Prémio Screen Actors Guild para melhor elenco em série de drama | Ozark    | Indicado  | [ 9 ]        |